# Ủy ban Olympic Quốc gia Uruguay
Ủy ban Olympic Quốc gia Uruguay (tiếng Tây Ban Nha: Comité Olímpico Uruguayo, COU) thành lập năm 1923 và được công nhận bởi Ủy ban Olympic Quốc tế cùng năm.
Đây là cơ quan tổ chức cho các vận động viên Uruguay tham dự Thế vận hội. Ủy ban là thành viên của PASO, ACNO và ODESUR.
Chủ tịch hiện tại của Ủy ban Olympic Quốc gia Uruguay là ông Julio César Maglione. Ông đảm nhận cương vị này từ năm 1987.